# 延锋
延锋是總部位於中華人民共和國上海市的一家汽车饰件公司，前身企業创建于1936年，原来从事模具铸造業務。1957年1月，两家生产铸造用木模以及各类铝模的机模厂延安机真厂和先锋机模厂合併為延锋机模厂，1978年开始研制聚氨酯汽车装饰件产品。1987年，延锋机模厂改名为上海延锋汽车内饰件厂。1994年6月27日，上汽集團與福特汽车合作，企業改組為上海延锋汽车饰件有限公司。1997年，延锋与江森自控共同投资組建上海延锋江森座椅有限公司。

## 外部連結
- 官方网站